# Разборов, Андрей Дмитриевич
Андрей Дмитриевич Разборов (19 ноября 1994, Омск) — российский футболист, нападающий.

## Биография
Внук омского футболиста Бориса Разборова (1933—2007). Занимался футболом с шести лет, тренер — Сергей Владимирович Константинов. В составе юношеской команды «Иртыша» становился победителем первенства России 2013 года, на турнире также стал лучшим бомбардиром (7 голов). В детстве помимо футбола также занимался теннисом.
На взрослом уровне выступал с 2013 года в составе омского «Иртыша», провёл в клубе два с половиной сезона во втором дивизионе. В начале 2016 года перешёл в «Читу», где также провёл два с половиной года. С читинским клубом в сезоне 2016/17 дошёл до стадии 1/16 финала Кубка России, где его клуб уступил «Рубину». В 2018 году вернулся в «Иртыш». Победитель, лучший игрок и лучший бомбардир (16 голов) первенства ПФЛ 2018/19 в зоне «Восток». В первенстве ПФЛ 2019/20, недоигранном из-за пандемии Ковид, также стал победителем и лучшим бомбардиром (10 голов) зонального турнира.
Летом 2020 года перешёл в воронежский «Факел» и сыграл свои первые матчи на уровне ФНЛ. В сезоне 2020/21 занял седьмое место среди бомбардиров первого дивизиона (12 голов), в том числе забивал в шести матчах подряд. По итогам сезона 2021/22 со своим клубом стал серебряным призёром первого дивизиона, однако в большинстве из своих 26 матчей выходил на замены. По окончании сезона покинул «Факел» и перешёл в ярославский «Шинник». После выступлений в ФНЛ возвращался в «Иртыш». В июле 2024 года подписал контракт с ивановским «Текстильщиком» из «золотой группы» второй лиги. Дебютировал за красно-черных 21 июля в гостевом матче первого тура первенства против «Челябинска»(3:3). Однако пробиться в составу красно-черных форвард не смог. Опытный футболист лишь эпизодически появлялся в составе команды в турнире «золотой группы» второй лиги. В конце года Разборов покинул «Текстильщик». 
Зимой 2025 года перешел в петербургское «Динамо» из LEON-Второй лиги.
Окончил ОмГТУ, факультет Информационных технологий и компьютерных систем, кафедру информатики и вычислительной техники.